# Амори (граф Валансьена)
Амори (фр. Amaury de Valenciennes; ум. в 973 году) — маркграф Валансьена в 964—973.

## Биография
Происхождение Амори в первичных источниках не сообщается, однако существует теория, по которой Амори был сыном графа Эно Ренье II.
В 958 году император Оттон I лишил владений графа Эно Ренье III за поднятое против него восстание. Эно император передал герцогу Нижней Лотарингии Готфриду I. Сыновья Ренье III, Ренье IV и Ламберт бежали в Западно-Франкское королевство (Францию), где нашли приют при королевском дворе. После смерти Готфрида в 964 году Эно было разделено на две части — графство Монс и маркграфство Валансьен.
Валансьен получил Амори, который боролся за сохранение маркграфства против сыновей Ренье III Ламберта I и Ренье IV. После его смерти Валансьен был отдан Гарнье, а Монс был отдан брату последнего Рено.

## Семья
Согласно написанной в 1041 году «Истории епископов Камбре» Амори был женат на дочери Исаака, графа Камбре, однако он был вынужден развестись с ней по причине близкого родства.
О детях Амори в источниках не сообщается, однако существует гипотеза, основанная на ономастических данных, по которой сыном Амори был Гильом де Монфор — родоначальник дома Монфор-л’Амори.